# Александр Стамболійський
Алекса́ндр Стоіме́нов Стамболі́йський (болг. Александър Стоименов Стамболийски; 1 березня 1879 — 14 червня 1923) — прем'єр-міністр Болгарії у 1919–1923 роках. Представляв Болгарський землеробський народний союз, однак проводив настільки радикальні реформи, що переманив на свій бік багатьох комуністів.

## Коротка біографія
Під час Першої світової війни виступав проти союзу Болгарії з центральними державами, за що був засуджений до довічного ув'язнення, звільнений після поразки Болгарії у війні. Як прем'єр, послідовно виконував вимоги держав-переможниць Антанти, чим викликав серйозне невдоволення офіцерів. Був прибічником федерації південних слов'янських народів, вважав себе самого югославом.

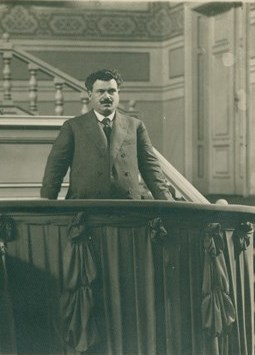
Александр Стамболійський у Парижі (1921 рік).

За часів перевороту під проводом Александра Цанкова 9 червня 1923 року Стамболійського було усунуто від влади. Його заманили, ніби для перемовин, на зустріч із царем Борисом III, де його схопили, піддали тортурам і вбили.

## Пам'ять
1974 року Народна Республіка Болгарія випустила пам'ятну монету номіналом 5 левів із портретом Александра Стамболійського. Монета присвячена 50-річчю з дня його смерті. Вага 20,5 г, срібло 900 проби.
На його честь названо місто Стамболійський у Хасковській області. 